# Nguyễn Minh Triết (quan nhà Lê)
Nguyễn Minh Triết (chữ Hán: 阮明哲, 1578–1673) là đại thần nhà Lê trung hưng trong lịch sử Việt Nam.

## Sự nghiệp
Nguyễn Minh Triết người làng Dược Sơn, huyện Chí Linh, tỉnh Hải Dương. Ông là cháu của tiến sĩ Nguyễn Minh Thiện đời Mạc. Từ nhỏ, Nguyễn Minh Triết đã nổi tiếng là người học giỏi, nhưng thi cử lận đận nhiều lần chưa đỗ. Mãi tới năm 1631 niên hiệu Long Đức đời Lê Thần Tông, ông mới thi đỗ Thám hoa khi đã 54 tuổi. Khoa đó Nguyễn Minh Triết thi Hội và thi Đình đều đỗ đầu. Triều đình cho ông làm Huyện doãn huyện An Lão.
Đến niên hiệu Vĩnh Thọ (1658-1661) đời Lê Thần Tông, trong phủ chúa Trịnh có việc kinh sách. Bá quan thấy ông là người già cả thông thạo sách vở, bèn đề cử ông làm việc bưng kinh sách. Khi đó ông đã ngoài 80 tuổi. Ít lâu sau ông được thăng làm Thượng thư Bộ Binh, tước Cẩm quận công. Sau đó ông về hưu nhưng tinh thần vẫn khỏe mạnh. Mỗi khi triều đình có lễ lớn, ông lại được mời vào triều. Là người học rộng biết nhiều, đương thời ông được mọi người suy tôn.
Năm 1673 đời Lê Gia Tông, Nguyễn Minh Triết qua đời, thọ 96 tuổi. Ông được triều đình truy tặng là Thượng thư Bộ Hộ, tên thụy là Văn Đẩu.

## Giai thoại
Giai thoại kể rằng Nguyễn Minh Triết học giỏi nhưng thi cử lận đận. Một hôm ông nằm mộng thấy mình gặp một vị thần nói rằng:
Đến già cũng chưa thành thân
Ông giận nói với thần:
Ta thử cố sức xem thần làm gì nổi ta!
Cuối cùng ông vẫn thành sự nghiệp khi tuổi đã khá cao.